# Shahjahanabad
Shahjahanabad, den nya huvudstad indiske stormogulen Shah Jahan lät anlägga åt sig i Delhi. Shahjahanabad utgör numera Delhis Gamla Stan. Invigningen ägde rum under högtidliga former 19 april 1648.